# Viadotto Salinello
Il viadotto Salinello dell'autostrada A14 supera la valle del fiume omonimo, in Abruzzo, tra i caselli di Teramo-Giulianova-Mosciano Sant'Angelo e Val Vibrata. Ricade nei territori comunali di Tortoreto e Mosciano Sant'Angelo.

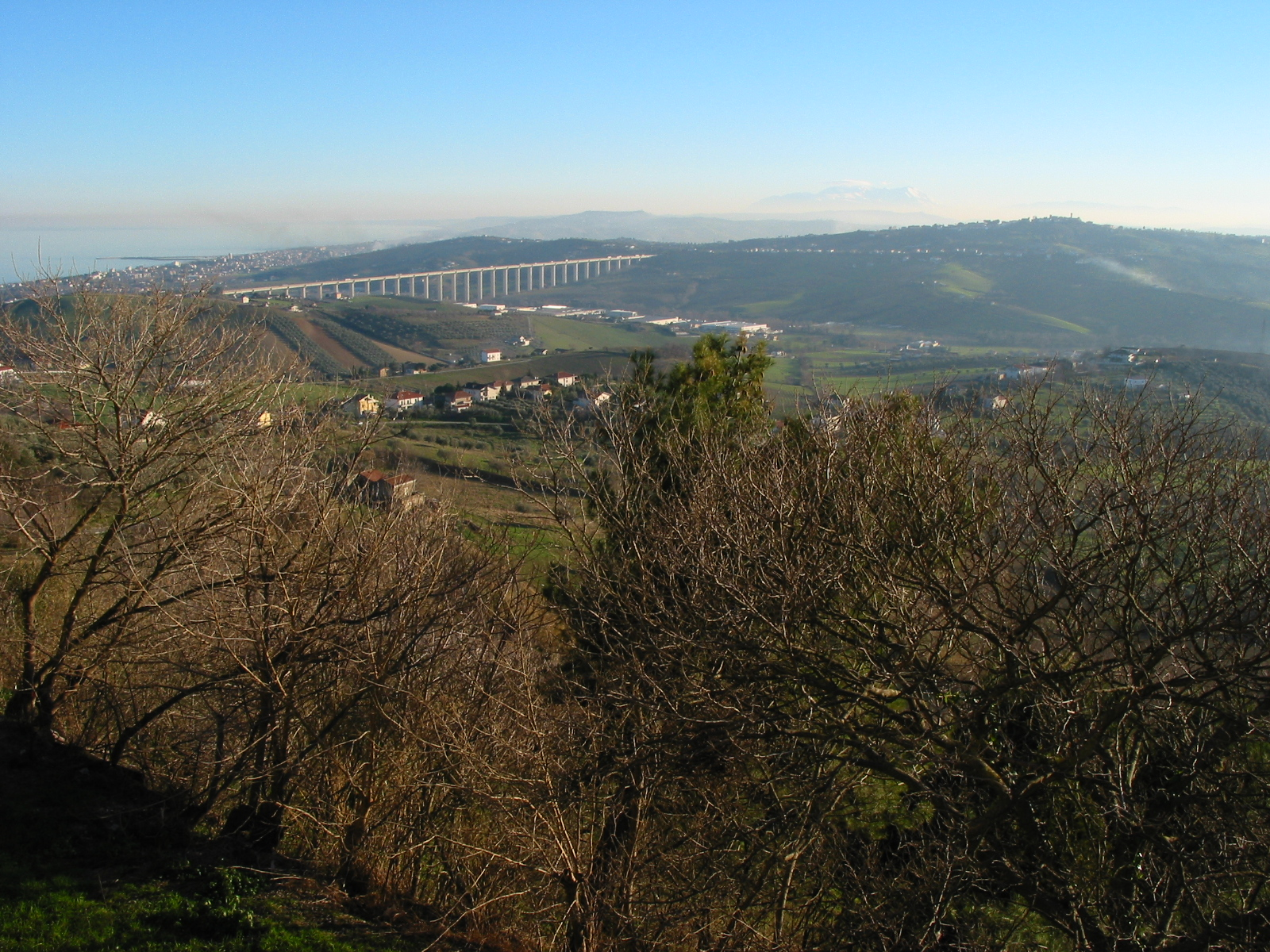
Panoramica del viadotto con sullo sfondo Giulianova e la Majella (sulla destra).

L'alto viadotto è stato spesso scenario di suicidi, anche dopo l'installazione nel 2011 di un'apposita rete di protezione.
Il Viadotto è il secondo più alto d'Abruzzo dopo il Viadotto sente  e il quarantaseiesimo più alto d'Italia